# Nålmjölskinn
Nålmjölskinn (Trechispora praefocata) är en svampart som först beskrevs av Bourdot & Galzin, och fick sitt nu gällande namn av Liberta 1966. Enligt Catalogue of Life ingår Nålmjölskinn i släktet Trechispora,  och familjen Hydnodontaceae, men enligt Dyntaxa är tillhörigheten istället släktet Trechispora,  och familjen Sistotremataceae. Arten är reproducerande i Sverige. Inga underarter finns listade i Catalogue of Life.